# Vojslavice
Vojslavice (německy Wojslawitz) jsou obec v okrese Pelhřimov v Kraji Vysočina. Žije zde 101 obyvatel. Napříč územím obce probíhá dálnice D1.

## Název
Jméno obce je odvozeno od osobního jména Voj, případně od osobního jména Vojslav. Středověká historie obce je spojená s historií nedaleké stejnojmenné tvrze, ze které dnes zůstaly jen nepatrné zbytky původní stavby.

## Historie
První písemná zmínka o obci pochází z roku 1318, kdy je uváděn Ctibor z Vojslavic. V roce 1510 koupil Vojslavice od Heřmana Bohdaneckého z Hodkova Burian Trčka z Lípy na Lipnici, který je připojil k Lipnici, později k želivskému panství. Okolo roku 1670 byl původní středověký kostel nahrazen poutním mariánským kostelem s freskovou výzdobou od Siarda Noseckého.

## Přírodní poměry
Území obce je ohraničeno vodní nádrží Švihov; do katastrálního území Vojslavice nad Želivkou zasahují ochranná pásma I. a II. stupně této vodní nádrže.

## Obyvatelstvo
| Rok            | 1869 | 1880 | 1890 | 1900 | 1910 | 1921 | 1930 | 1950 | 1961 | 1970 | 1980 | 1991 | 2001 | 2011 | 2021 |
| -------------- | ---- | ---- | ---- | ---- | ---- | ---- | ---- | ---- | ---- | ---- | ---- | ---- | ---- | ---- | ---- |
| Počet obyvatel | 331  | 325  | 323  | 296  | 309  | 322  | 267  | 209  | 195  | 167  | 146  | 123  | 109  | 81   | 85   |
| Počet domů     | 41   | 40   | 45   | 49   | 47   | 50   | 53   | 56   | 47   | 47   | 45   | 59   | 57   | 61   | 61   |

## Obecní správa a politika
V letech 1869–1890 k obci patřily Hojanovice.
V letech 2006–2010 působil jako starosta Josef Kamp, od roku 2010 tuto funkci zastává Michal Kubát.

## Pamětihodnosti
- Vojslavický most
- Tvrz Vojslavice
- Kostel Nanebevzetí Panny Marie
- Fara
- Venkovské usedlosti č.p. 19, 20, 22[13]

Poznámka: Štíty několika domů ozdobil reilefně provedenými výjevy světců František Primus (1818–1890).

## Doprava
Územím obce prochází dálnice D1 a silnice III. třídy:
- III/12930 Koberovice - Vojslavice
- III/13035 Vojslavice - Hořice